# Bis auf die Knochen – Leben mit FOP
Bis auf die Knochen – Leben mit FOP ist ein Dokumentarfilm des Filmemachers Michael Scheyer aus dem Jahr 2024. Die Deutschlandpremiere feiert der Film als offizieller Wettbewerbsbeitrag der Filmtage Oberschwaben in Ravensburg am 12. Oktober 2024.

## Inhalt
Die Protagonistin Sarah Fischer lebt mit einem ultraseltenen und unheilbaren Gendefekt namens Fibrodysplasia ossificans progressiva (FOP). Ihr Körper ersetzt verletzte Muskeln nicht mit Gewebe, sondern mit Knochen. Blaue Flecken oder Spritzen beim Zahnarzt können Verknöcherungen auslösen und lassen Betroffene im Laufe des Lebens versteifen. Der Dokumentarfilm stellt dar, wie es sich mit dieser seltenen Krankheit lebt, was sich dagegen tun lässt und wie weit die medizinische Forschung mit der Entwicklung eines Medikaments ist.
Der Film begleitet Sarah Fischer und ihre Eltern Ralf und Regine durch ihren Alltag und gibt ihre Gedankenwelten wieder. Außerdem porträtiert der Film noch weitere FOP-Betroffene und lässt Mediziner und Forscher über die Krankheit FOP zu Wort kommen.

## Auszeichnungen
Eine Jury der Deutschen Film- und Medienbewertung (FBW) in Wiesbaden hat dem Film das Prädikat „Wertvoll“ verliehen.